# Schindelbach
Schindelbach ist ein Ortsteil der sächsischen Gemeinde Großrückerswalde im Erzgebirgskreis.

## Geografie

### Lage

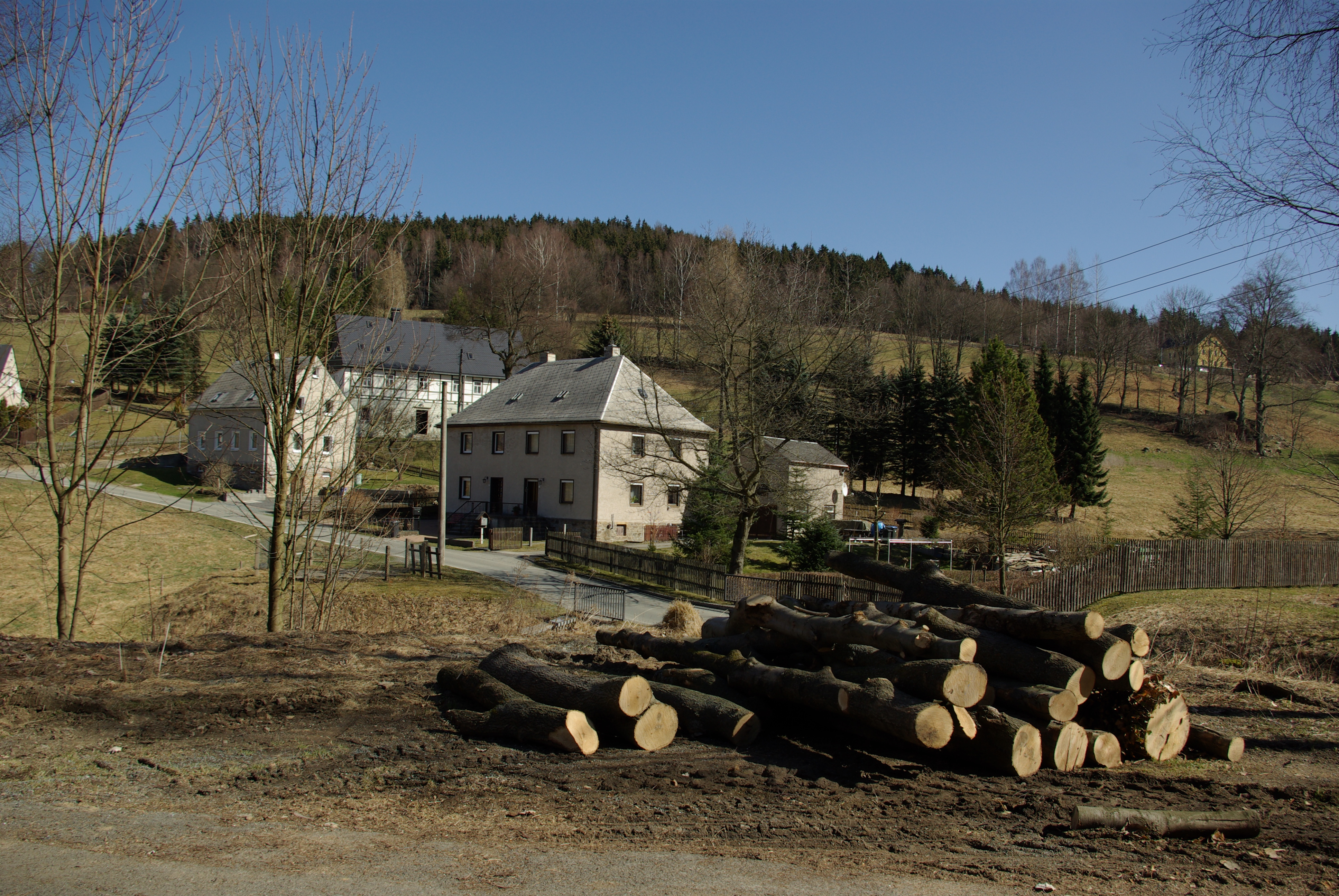
Oberdorf Schindelbach

Schindelbach liegt etwa 7,3 Kilometer südwestlich von Marienberg im Erzgebirge. Die Ortslage von Oberschindelbach erstreckt sich in einem Seitental der Preßnitz südlich von Großrückerswalde. Die Siedlung Niederschindelbach liegt in der Nähe der Mündung des Schindelbachs in die Preßnitz.

### Nachbarorte
| Boden              | Großrückerswalde                            |  |
| Mauersberg         | Kompassrose, die auf Nachbargemeinden zeigt |  |
| Niederschmiedeberg |                                             |  |

## Geschichte

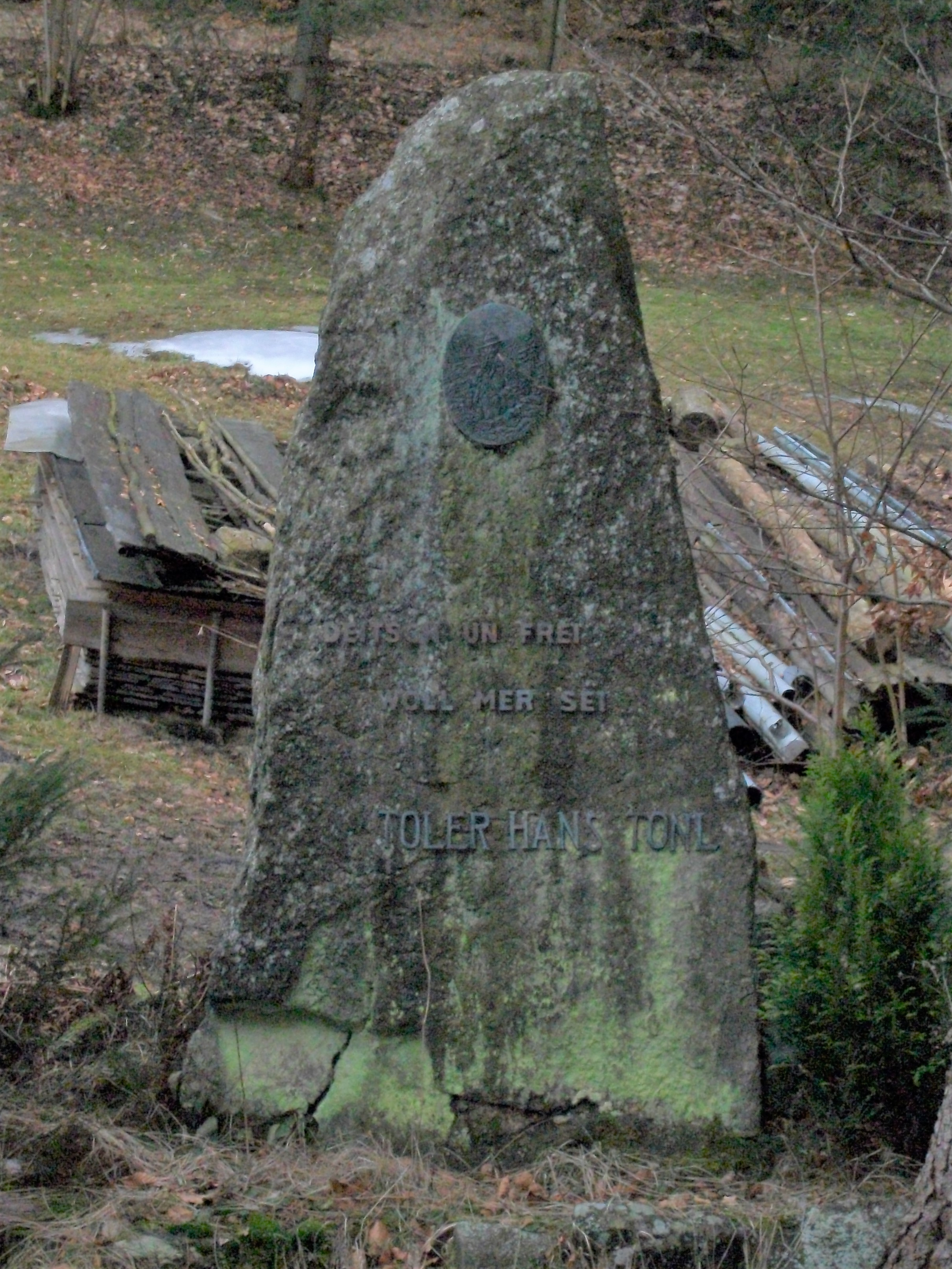
Schindelbach, Anton-Günther-Stein

Im Jahr 1544 erwarb der Rat der Stadt Marienberg den Niederschindelbacher Wald zur Errichtung einer Brettmühle zur Schindelherstellung. 1574 wurde oberhalb der ersten Brettmühle eine weitere errichtet. Im Dreißigjährigen Krieg wurden beide Brettmühlen nach 1630 zerstört. 1692 wurde die obere Mühle als Öl- und Brettmühle durch den Großrückerswalder Lehnrichter wieder aufgebaut. 1715 erfolgte der Wiederaufbau der Ratsmühle. 1774 wurde sie verkauft und als Ölmühle genutzt. Seit 1789 wurde die obere Mühle als "Schindelbachmühle" und die untere als "Brettmühle" bezeichnet. 1899 wurde die obere Mühle zur Holzwarenfabrik umgebaut, in der Niederschindelbacher Mühle eröffnete Max Hunger eine kleine Gastwirtschaft. 
Der Ort Schindelbach wurde 1752 das erste Mal urkundlich erwähnt. Er gehörte bis 1856 zum kursächsischen bzw. königlich-sächsischen Amt Wolkenstein. Ab 1856 gehörte der Ort zum Gerichtsamt Marienberg und ab 1874 zur Amtshauptmannschaft Marienberg. 1871 zählte Schindelbach 177 Einwohner (Nieder-Schindelbach 70 Einwohner, Ober-Schindelbach 107 Einwohner). Nieder-Schindelbach gehörte seit dem 4. Februar 1835 zu Boden und kam erst mit dessen Eingemeindung im Jahr 1936 zu Großrückerswalde. Ober-Schindelbach gehörte seit der Ortsgründung dieser Siedlung zu Großrückerswalde. 1894 wurde im Ort eine Schule errichtet. Hinter dieser befand sich die Schindelbacher Waldbühne, auf der der erzgebirgische Volksdichter und Sänger Anton Günther im Jahr 1910 einen Auftritt hatte. Die Freiwillige Feuerwehr Schindelbach gründete sich 1924. Drei Jahre später erhielt Schindelbach Anschluss an das Elektrizitätsnetz. Im Jahr 1929 wurde die Mühlengaststätte an Kurt Keinert verkauft, der das Lokal zu einer beliebten Gaststätte ausbaute. 1938 wurde gegenüber der Gaststätte der heute noch an dieser Stelle befindliche Anton-Günther-Gedenkstein eingeweiht. 
Durch die zweite Kreisreform in der DDR kam Schindelbach als Ortsteil der Gemeinde Großrückerswalde im Jahr 1952 zum Kreis Marienberg im Bezirk Chemnitz (1953 in Bezirk Karl-Marx-Stadt umbenannt), der ab 1990 als sächsischer Landkreis Marienberg fortgeführt wurde und 1994 im Mittleren Erzgebirgskreis bzw. im Jahr 2008 im Erzgebirgskreis aufging. Seit 1956 existiert im Ort eine Wasserleitung. Im gleichen Jahr wurde die Schindelbachmühle als Ferienheim des Betriebsbahnhofs Leipzig-West genutzt und die Gaststätte neu eröffnet. Das Ferienheim ging 1981 an das Wohnungsbaukombinat „Wilhelm Pieck“ Karl-Marx-Stadt. 
Nach der Wende kam die Schindelbachmühle im Jahr 1991 in den Besitz einer süddeutschen Firma, bis sie schließlich 1995 geschlossen wurde. In den folgenden Jahren verfiel das vernachlässigte Gebäude. Nach dem Ankauf durch die Gemeinde Großrückerswalde konnte das inzwischen einsturzgefährdete Gebäude im Jahr 2010 vollständig abgerissen werden. Heute erinnert am Standort eine kleine Tafel an das Lokal.

## Religion

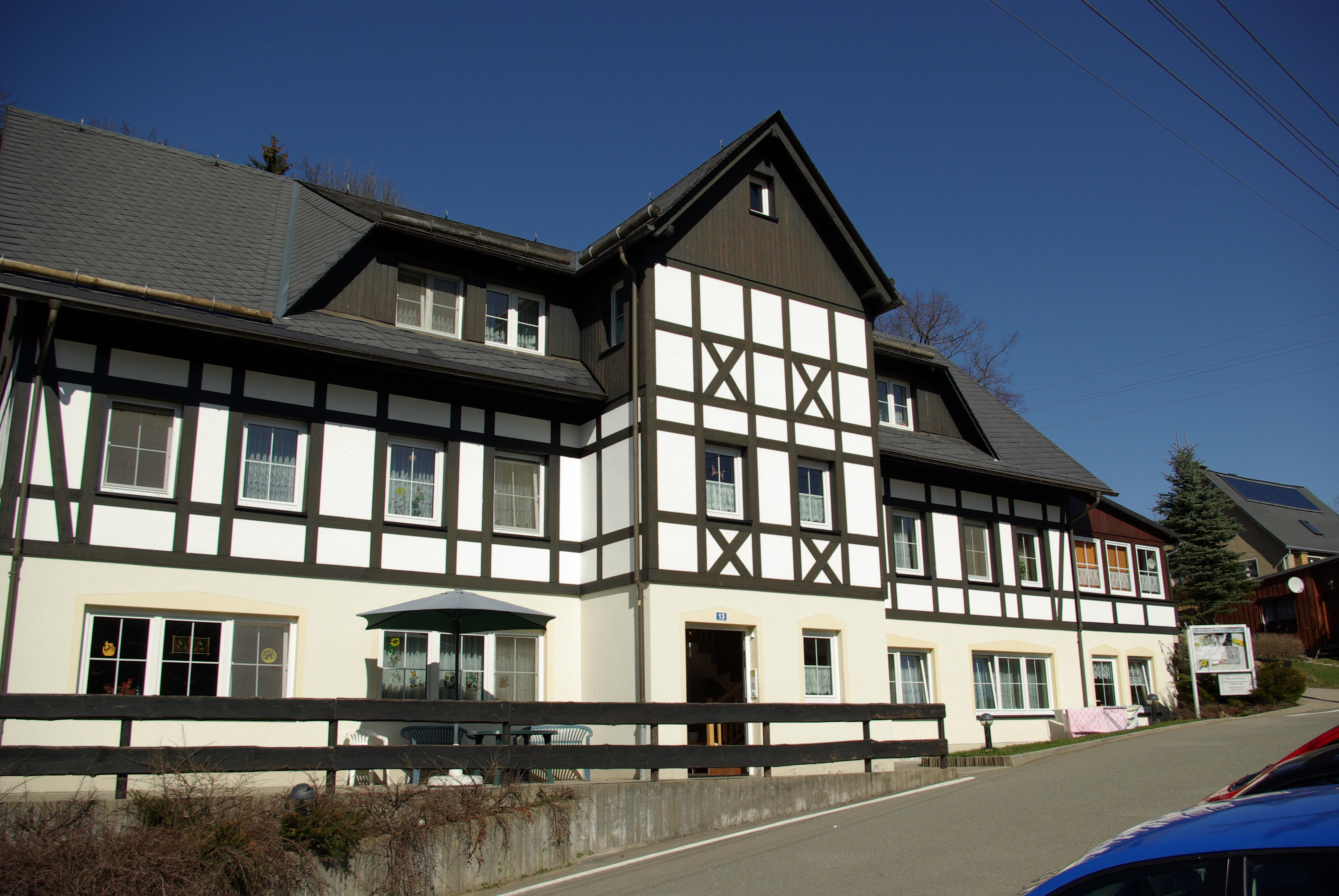
Blaukreuzhaus in Schindelbach

Schindelbach gehört zur evangelisch-lutherischen Kirchgemeinde in Großrückerswalde. Im Ort befindet sich ein Heim des Blauen Kreuzes für Abhängigkeitskranke.

## Gedenkstätte
1938 wurde in Schindelbach ein Gedenkstein für den erzgebirgischen Volksdichter Anton Günther eingeweiht.